# エリック・トーレス
エリック・エステファノ・トーレス・パディーヤ（Erick Estefano Torres Padilla、1993年1月19日 - ）は、メキシコ・ハリスコ州グアダラハラ出身のサッカー選手。ポジションはFW。

## 経歴
メキシコのCDグアダラハラでキャリアをスタートさせ、2010年にトップチーム昇格を果たした。
2013年7月10日、チーヴァス・USAにレンタル移籍した。
2014年12月18日、ヒューストン・ダイナモに移籍した。
2016年9月3日、クルス・アスルにレンタル移籍した。
2018年1月24日、UNAMプーマスに移籍した。
2018年6月4日、クラブ・ティフアナに移籍することが発表された。

## 代表歴
U-17メキシコ代表として2010年にミルクカップに出場した。
2014年9月9日のボリビアとの親善試合でA代表デビュー。同年10月12日のパナマとの親善試合で代表初得点を挙げた。